# Динерштейн, Борис Моисеевич
Борис Моисеевич Динерштейн (12 апреля 1921, Минск — 20 января 2012, Москва) — советский автогонщик. Чемпион СССР по кольцевым гонкам (1959, совместно с Михаилом Мотиным), вице-чемпион СССР по ралли (1961). Мастер спорта СССР.
Участник Великой Отечественной войны. Мобилизован в 1941 году, участник обороны Москвы и Курской битвы, дошел до Германии. Награжден орденами Отечественной войны и Красной Звезды, 19-ю медалями.
После войны работал водителем, затем — в московском таксопарке № 7. Участвовал в соревнованиях на экономичность, в кроссе первенства ДСО «Труд»; в многодневных соревнованиях по маршруту Москва — Рига — Москва (1957—1958), чемпионате СССР по кольцевым гонкам, ралли. На базе серийной «Победы» построил спортивный автомобиль собственной конструкции, на котором побеждал в чемпионате СССР по кольцевым гонкам в классе спортивных автомобилей свыше 2500 см³ и в гонках на призы ДСО «Калев».
С 1960 года более десяти лет выступал в ралли.
Автор книги «Тяжёлые дороги жизни».